# Esquadrão N.º 221 da RAF

Um Vickers Wellington do Esquadrão Nº 221, em 1941.

O Esquadrão N.º 221 foi um esquadrão da Real Força Aérea que prestou serviço na Primeira Guerra Mundial e na Segunda Guerra Mundial. O seu lema era "De mar em mar". O seu brasão apresentava um peixe voador.